# Stora Fallsjön
Stora Fallsjön är en sjö i Olofströms kommun i Blekinge och ingår i Skräbeåns huvudavrinningsområde. Sjön är 14 meter djup, har en yta på 0,133 kvadratkilometer och befinner sig 129,3 meter över havet.

## Delavrinningsområde
Stora Fallsjön ingår i det delavrinningsområde (624988-142151) som SMHI kallar för Mynnar i Slagesnässjön. Medelhöjden är 143 meter över havet och ytan är 15,46 kvadratkilometer. Det finns inga avrinningsområden uppströms utan avrinningsområdet är högsta punkten. Lekarebäcken som avvattnar avrinningsområdet har biflödesordning 3, vilket innebär att vattnet flödar genom totalt 3 vattendrag innan det når havet efter 43 kilometer. Avrinningsområdet består mestadels av skog (87 %). Avrinningsområdet har 0,34 kvadratkilometer vattenytor vilket ger det en sjöprocent på 2,2 %.